# Какпатас (городище)
Какпатас (каз. Қақпатас) — средневековое городище, на западной окраине аула Какпатас в Кордайском районе Жамбылской области Казахстана. Датируется 10—12 вв.

## История
Обнаружен и обследован в 1989 археологической экспедицией КазГУ (рук. М. Е. Елеуов). При раскопках выявлены фрагменты неполивной керамики: хумов, кувшинов, горшков. 

## Описание
Овальный в плане холм, вытянутый с востока на запад, размерами 130×60 м, высотой 3,5 м. 